# 附錄 (耆那教)
《附錄》(梵語轉寫字母：Pariśiṣṭaparvan)，也被稱為《耆那教祖師的生平》(梵語轉寫字母：Pariśiṣṭaparvan)，是金月於12世紀所作的梵文宮廷史詩，詳細記載了最早的耆那教祖師的歷史。詩歌包含3460個韻文對，分為13個不等長的篇章，也因為提供了有關古印度政治歷史的訊息而引人注目。
《六十三位傑出人物的生平》(梵語轉寫字母：Triṣaṣṭiśalākāpuruṣacaritra)，是一首關於耆那教重要人物的史詩梵文詩歌，由金月應喬魯基亞國王庫馬拉帕拉的要求而創作。《耆那教長老的生平》則被認為是《六十三位傑出人物的生平》的一個獨立續集，因此被稱作《附錄》。此外，《附錄》也是金月生涯最後一個重要的著作。
這首詩主要涵蓋了約公元前480年至前200年的時期，描述了摩揭陀王國的發展和孔雀王朝的建立。根據金月的說法，這段時間耆那教所接受的統治者依序是：頻毘娑羅，阿闍世王，優陀夷，九個難陀王朝的國王，旃陀羅笈多，阿育王和三缽羅底。金月還提到，三缽羅底幫助耆那教傳播到印度更南部地方。

## 內容
本文談到了旃陀羅笈多攻擊難陀王朝首都的過程，首次進攻由於採取了錯誤的戰略而遭受失敗，但旃陀羅笈多從這次失敗中吸取了教訓，並改變了策略，開始離間周邊王國與難陀王朝的關係，從而最終收穫成攻。

### 引用文獻
1. ↑  Upinder Singh 2016，第26頁.
2. ↑  Fynes 1998，第xxxiii頁.
3. 1 2  Fynes 1998，第xi頁.
4. ↑  Fynes 1998，第xxvii–xxix頁.
5. ↑  Mookerji 1966，第34頁.

### 相關資源
- Hemacandra, , 由Fynes, R. C. C.翻译, Oxford: Oxford University Press, 1998, ISBN 9780192832276
- Mookerji, Radha Kumud,  4th, Motilal Banarsidass, 1966, ISBN 81-208-0433-3
- Singh, Upinder, , Pearson PLC, 2016  [2023-03-12], ISBN 978-81-317-1677-9, （原始内容存档于2023-07-02）